# 宋書昇
宋书升（1842年—1915年），字晋之，山东潍县人。清末官员、诗人。
光緒十八年（1892年）壬辰科三甲進士；同年五月，改翰林院庶吉士，加五品卿衔。宋书升工诗，《晚晴簃诗汇》收其诗作。